# 22191 Achúcarro
22191 Achúcarro è un asteroide della fascia principale. Scoperto nel 1960, presenta un'orbita caratterizzata da un semiasse maggiore pari a 2,6625982 UA e da un'eccentricità di 0,0875326, inclinata di 3,53044° rispetto all'eclittica.